# Parti démocrate (États-Unis)
Pour les articles homonymes, voir Parti démocrate.
Le Parti démocrate (en anglais : Democratic Party) est un parti politique américain qui s'oppose, dans le contexte du système bipartite, au Parti républicain. Il est l'une des plus grandes organisations politiques mondiales avec près de 46 millions d'adhérents en 2023.
Le Parti démocrate conçoit la société américaine comme une union des communautés de citoyens. Il veut assurer la protection égale de leurs droits particuliers, notamment pour les moins puissants. Il est donc traditionnellement la « grande tente » dans laquelle les minorités se retrouvent, qu'elles soient ethniques (Afro-Américains depuis le New Deal, Hispaniques et Latino-Américains, Asio-Américains), religieuses (chrétiens, musulmans et juifs) ou sociologiques (intellectuels, artistes). Son principal adversaire, le Parti républicain, est considéré a contrario comme un parti White Anglo-Saxon Protestant visant à imposer la force de l'Union par le respect des valeurs centrales qui permettent la réussite des meilleurs, proche des milieux d'affaires et financiers, soutenu par les professions libérales et les entrepreneurs.
Le Parti démocrate est issu de la scission du Parti républicain-démocrate fondé par Thomas Jefferson en 1792. Doyen des partis américains et mondiaux, il est à l'origine un parti anti-fédéraliste défendant la liberté des États face au pouvoir fédéral, et celle des propriétaires individuels face aux intérêts bancaires et industriels. À l'époque de la guerre de Sécession, il défend également l'esclavage face au Parti républicain de Lincoln, abolitionniste. Il évolue nationalement vers une vision moins conservatrice et moins méfiante du pouvoir fédéral dès les années 1890, et plus nettement dans les années 1930 avec le président Franklin Delano Roosevelt, en valorisant le rôle de l'État dans la protection des minorités. Dans les années 1960 et 1970, il s'inscrit plus à gauche sous l'impulsion des sénateurs Hubert Humphrey, George McGovern ou Edward Moore Kennedy, puis se replace vers le centre sous les mandats de Jimmy Carter et Bill Clinton avant de se réorienter vers la gauche sous la présidence de Barack Obama avec l'influence de Bernie Sanders, Elizabeth Warren, Jesse Jackson, Keith Ellison et Nancy Pelosi. Le 46e président des États-Unis Joe Biden, élu en 2020, et sa vice-présidente Kamala Harris, première femme à occuper cette fonction, sont issus du parti démocrate.
À l'échelle internationale, le Parti démocrate est, depuis 2013, membre de l'Alliance progressiste qui regroupe l'ensemble des partis politiques progressistes, sociaux-démocrates et socialistes proche de l'Internationale socialiste. Il est dirigé par le Comité national démocrate.

## Histoire

### Parti du peuple et des États (1793-1860)

#### Parti de Jefferson: droit des États et de l'individu
L'ancêtre de l'actuel Parti démocrate est le Parti républicain-démocrate de Thomas Jefferson et James Madison qui s'était constitué entre 1793 et 1798 face au Parti fédéraliste de George Washington et de John Adams.
Le débat entre partisans d'une unité centralisée (donc fédéraliste) et partisans du droit des États et de l'individu marque les premières années des États-Unis. Les fédéralistes sont dirigés par Adams, puritain, anglophile, soutenu par la bourgeoisie du Nord qui s'inquiète des désordres populaires. Les républicains-démocrates défendent l'idéal jeffersonien d'un peuple de petits propriétaires indépendants et égaux. Proche des valeurs de la Révolution française, ce parti refuse qu'une élite urbaine financière limite leurs particularismes et leur droit à l'expansion (conquête de l'Ouest, libre commerce). Cela conduit le parti à s'opposer aux taxes fédérales et à une banque centrale contrôlant la monnaie, ce qui en fait un partisan du libéralisme en économie. Le parti s'affiche contre les empiétements de l'État fédéral. Indirectement, en refusant une loi fédérale abolissant l'esclavage, il soutient l'« institution particulière », ce qui le rend très populaire dans l'électorat du sud, qui exporte le coton et est donc favorable à des droits de douane faibles.
Avec la victoire à la présidence de Jefferson en 1800, l'achat de la Louisiane à la France, qui double les terres ouvertes aux fermiers pour la « poursuite du bonheur », et la fin de la guerre de 1812 contre les Anglais qui assure la liberté du commerce et rend possible la doctrine Monroe (« l'Amérique aux Américains »), les républicains-démocrates prennent durablement le pouvoir. La régionalisation puis la disparition du Parti fédéraliste, permet au Parti républicain-démocrate d'être, pendant une trentaine d'années, le seul parti politique national d'importance des États-Unis (1795-1825). Il est alors dirigé par de grands propriétaires virginiens, Madison et Monroe succédant à Jefferson à la présidence.

#### Démocrates jacksoniens: un populisme conquérant

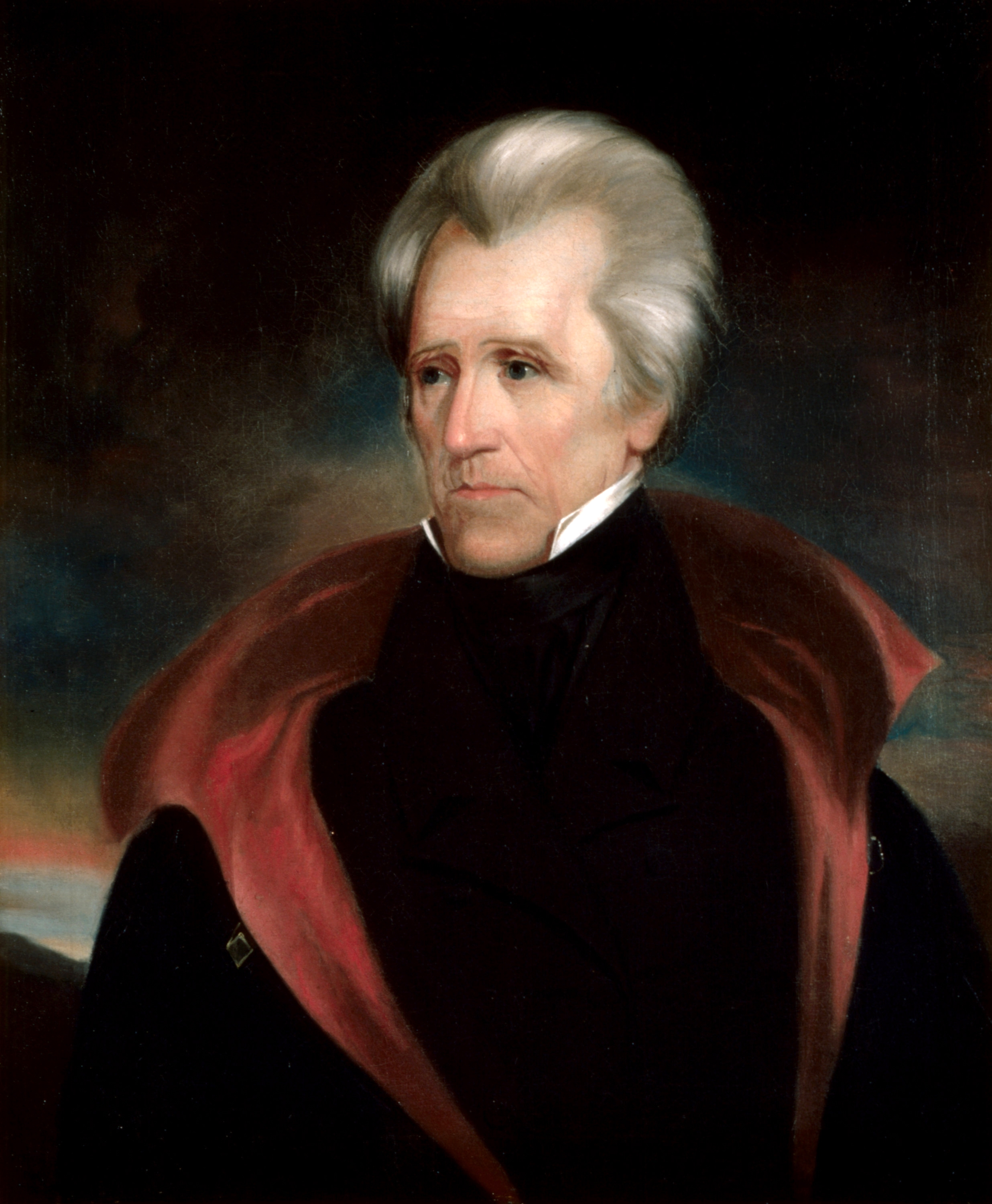
Andrew Jackson, le premier président américain issu du Parti démocrate (1829-1837).

Le Parti républicain-démocrate se divise vers 1825. La montée électorale du représentant des fermiers de l'Ouest, le populiste Andrew Jackson, provoque l'inquiétude des élites virginiennes et puritaines qui finissent par lui préférer le fils de John Adams, John Quincy Adams qui crée le parti national-républicain. Cette scission entraîne un changement de nom du parti de Jackson, qui prend rapidement le nom de Parti démocrate. Adams étant connu pour son antiesclavagisme, Jackson reçoit le soutien du Sud grâce au sénateur Calhoun, important porte-parole des États esclavagistes, théoricien du droit de « nullification » des lois fédérales par les états locaux. Jackson en outre, par son opposition populiste à l'élite Wasp, attire les fermiers de l'ouest et les nouveaux arrivants, en particulier catholiques (Irlandais puis Italiens). Le Parti démocrate les fédère autour de la machine politique à New York que domine Martin Van Buren, un descendant de Néerlandais qui a le soutien des locofocos (en) (démocrates qui défendent les classes populaires). Cette coalition permet la victoire de Jackson à la présidentielle de 1828. La fonction publique est alors contrôlée par les démocrates (système des dépouilles).
De 1833 à 1856, le parti de Jackson est principalement opposé au Parti whig. Ce parti, issu des partisans d'Adams, reconstitue un certain idéal fédéraliste, représente les milieux d'affaires du nord du pays voulant une économie de marché moderne, axée sur l'éducation morale, des droits de douane protégeant l'industrie et une banque centrale stabilisant la monnaie. Pour les Whigs, le commerce et les infrastructures ont plus de poids que la main-d'œuvre et la possession de terres. Ils reprochent à Jackson son autoritarisme et son populisme. Le parti de Jackson a une implantation sociale et géographique éloignée des élites urbaines : les migrants, les colons de l'ouest, le sud esclavagiste et les minorités new-yorkaises ou bostoniennes se reconnaissent dans le populisme de Jackson ou l'autorité de Polk, futur président. Les chefs du parti conduisent une politique clientéliste, ouvrant de nouvelles terres à la conquête, politique annexionniste vis-à-vis des Indiens, de la frontière canadienne et du Mexique (Polk). Mais le parti ne parvient ni à juguler la crise économique de 1837, liée à leur politique financière, ni, surtout à trouver un compromis durable sur l'esclavage dans les terres conquises : les démocrates du Nord (dont Van Buren) y sont hostiles, alors que l'extension est essentielle pour ceux du Sud qui se reconnaissent dans l'argumentation quasi sécessionniste de Calhoun qui finit par entrer en conflit avec Jackson et Polk.

### Un parti dominé par la composante sudiste et conservatrice (1860-1880)

#### Parti de la sécession
Le Comité national démocrate (DNC) est structuré en 1848 pour tenter de conserver l'unité du parti, difficile à maintenir. Même si le parti adverse whig est lui aussi divisé et moribond à cause de ses ambiguïtés sur les annexions et sur la question esclavagiste, les présidents démocrates ne parviennent ni à maintenir ni à trouver un compromis sur la question de l'esclavage : Van Buren, président des États-Unis de 1837 à 1841, crée un parti antiesclavagiste, Fillmore, partisan du retour à un compromis Nord/Sud perd le soutien des sudistes de son parti, et Buchanan plus favorable à l'extension de l'esclavage, ne peut empêcher la rupture entre pro et anti-esclavagistes, à la fin des années 1850. Le parti se divise. Devant la crise des deux grands partis, se crée le Parti républicain composé d'anti-esclavagistes des deux bords. Lors de l'élection présidentielle de 1860, le Parti démocrate ne peut se mettre d'accord sur un candidat et se divise entre démocrates du nord (candidat Stephen A. Douglas modéré) et démocrates du sud (John Cabell Breckinridge esclavagiste). Cette division face au candidat Whig affaibli et surtout au Parti républicain qui présente Abraham Lincoln permet à celui-ci d'être élu alors qu'il est minoritaire en voix.
La défaite démocrate entraîne la sécession des États et des élus du Sud qui font du démocrate esclavagiste Jefferson Davis leur nouveau président. La guerre de Sécession dure jusqu'en 1865, année de la victoire des Nordistes. Les démocrates du nord se divisent entre les pacifistes Copperheads et quelques unionistes qui rejoignent Lincoln (ainsi Andrew Johnson, seul sénateur démocrate antisécessionniste, colistier pour sa réélection). À la fin de la guerre les États rebelles sont privés du droit de vote lors des premières années de la période de la reconstruction après la guerre de Sécession. Privé du « solide Sud » le Parti démocrate est laminé par les Républicains. Après l'assassinat de Lincoln, le démocrate Johnson devient président mais, isolé face à la majorité républicaine et considéré comme un traître par les sudistes, il échappe de peu à une procédure d'impeachment. Dès 1868, la présidence revient pour de longues années aux républicains, les démocrates ne présentant pas vraiment de candidat en 1872 (soutien à Horace Greeley).

#### Parti des oppositions à la «Reconstruction»
Le Parti démocrate devient, après 1877, lorsque tous les anciens États confédérés ont été rétablis dans leurs droits et que l'occupation des troupes nordistes a pris fin, le refuge de tous les anciens esclavagistes et des ségrégationnistes. Jusqu'en 1964, où le candidat républicain l'emportera sur Lyndon B. Johnson dans ces États, le sud reste un bastion électoral imprenable où le Parti démocrate fait souvent figure de parti unique et où les divergences politiques ne s'expriment qu'en son sein, opposant les populistes, les conservateurs et les modérés.
Dans les États du nord, le Parti démocrate appuie son électorat sur les immigrants de la Nouvelle-Angleterre, particulièrement des Irlandais catholiques qu'ils avaient protégé contre l'hostilité des « natifs » ; dans les États de l'ouest, il est l'expression des classes populaires immigrées d'Europe, qui sont en butte avec l'administration républicaine au sujet des tarifs douaniers et de la restriction monétaire.
Ainsi, face à un Parti républicain, regroupant les WASP aisés et les esclaves libérés du sud, le Parti démocrate recueille les suffrages des Blancs du sud, des autres minorités ethniques juives et catholiques, des couches populaires, ouvrières et des immigrants récents du nord-est. Les historiens socio-culturels notent une opposition entre les « piétistes » républicains (religion individuelle morale en lien direct avec la transcendance) et les « liturgistes » démocrates (membres de communautés reconnaissant l'intercession d'un clergé pour une présence immanente du mystère divin). Cette opposition n'est pas que théorique : elle a un rôle électoral quand, par exemple, les piétistes entendent prohiber l'alcool.

### Réformistes face à la machine démocrate (1877-1922)

#### Du compromis de 1877 aux victoires de Cleveland

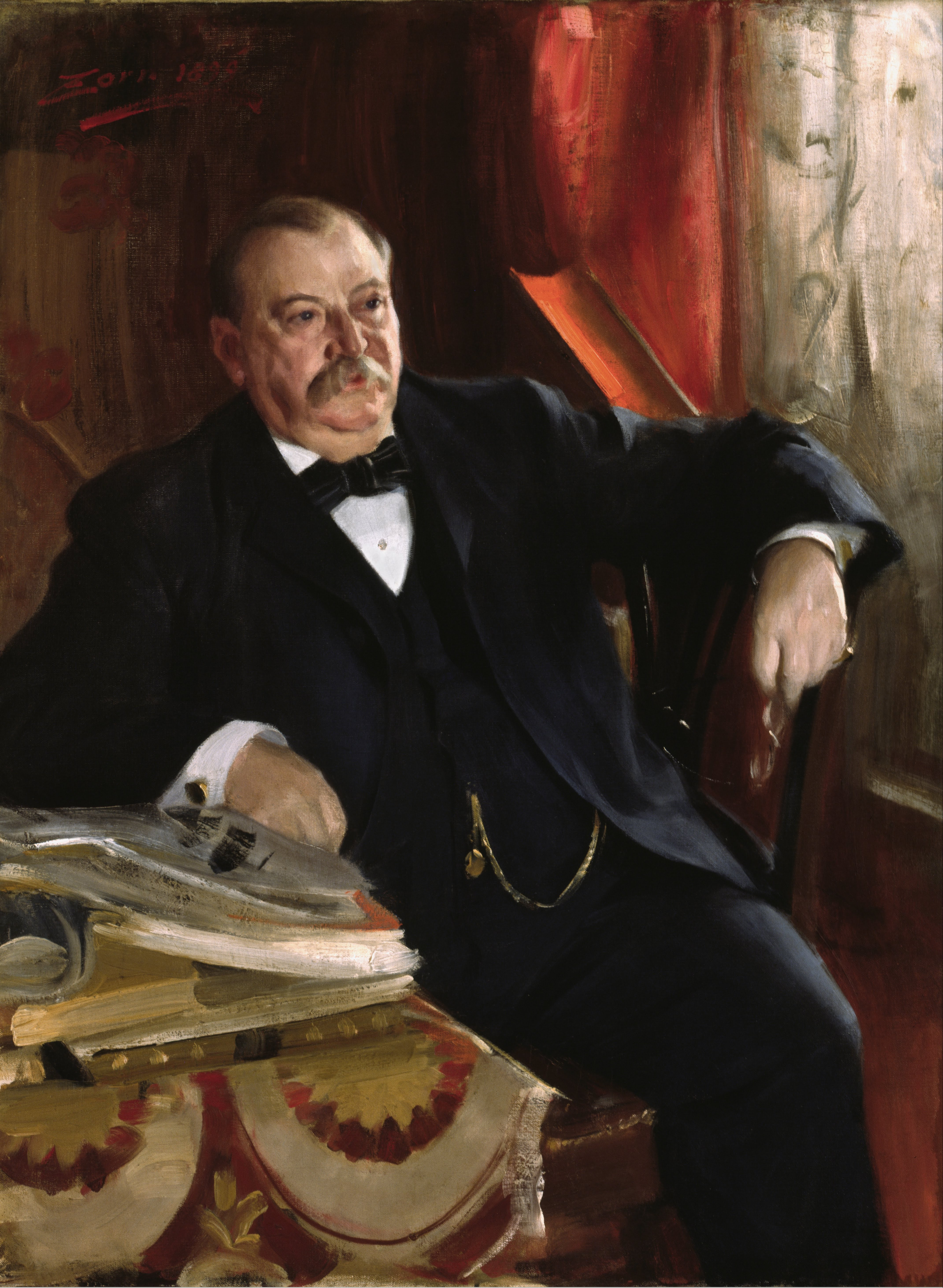
Grover Cleveland, seul président démocrate élu (pour deux mandats non consécutifs) lors de la période de domination républicaine de 1860 à 1912.

Face à la domination des républicains, les démocrates fédèrent les « couches dominées » (nouveaux habitants de l'ouest, Blancs du sud et migrants catholiques et juifs des villes côtières). Ils menacent ainsi les républicains, en particulier lors de l'élection présidentielle de 1876, largement frauduleuse, où leur candidat, le New Yorkais Samuel Jones Tilden, est majoritaire en voix. En échange de la présidence, les républicains doivent concéder un compromis dans les États du sud : ils mettent fin à la « Reconstruction », retirent l'armée et rendent le pouvoir local aux Blancs démocrates. La Cour suprême réduit les droits (notamment du vote) des Afro-Américains : le sud est redevenu un bastion démocrate ségrégationniste. Ailleurs, le Parti démocrate, en particulier à New York, dans l'immeuble Tammany Hall, s'organise comme un réseau d'entraide, de patronage. Le système du bossisme y domine, avec pour effet de réduire le parti à une machine électorale et clientéliste. Vers 1880, l'immobilisme et la corruption, voire la fraude, sont communs aux deux partis.
Devant la multitude des scandales et du favoritisme (culminant avec l'assassinat du président républicain James A. Garfield par un militant déçu, Charles J. Guiteau), une génération nouvelle visant à s'afficher comme efficace, morale et rigoureuse, réforme profondément les pratiques et bouscule les vieilles machines électorales. La chute de William Tweed, démocrate de New York, assainit le Parti démocrate, en partie grâce à Samuel Jones Tilden. Le magistrat démocrate Grover Cleveland, de l'État de New York, obtient l'investiture de son parti en 1884 sur sa réputation réformiste. Chef d'une fraction du parti, les démocrates Bourbons, très libéraux en économie, hostiles à toute intervention de l'État central sur l'économie, il parvient à être élu président des États-Unis face aux républicains, divisés par la crise réformiste et les revendications des fermiers de l'ouest, en 1884 et en 1892 (battu en 1888 bien que majoritaire en voix). Il sait entraîner une partie de l'électorat républicain : son réformisme lui attire en effet la sympathie de certains jeunes républicains, les mugwumps (dont Theodore Roosevelt) et son orientation très libérale en économie lui vaut la bienveillance des milieux boursiers. Pendant sa présidence, Cleveland s'oppose systématiquement à toute intervention de l'État fédéral en faveur d'un groupe particulier (y compris les anciens combattants invalides de la guerre de Sécession). Sa politique étrangère se refuse à de nouvelles annexions (Hawaï) et renoue avec la doctrine Monroe, s'opposant par des interventions, au Venezuela, aux impérialismes européens en Amérique centrale.

#### De l'échec du populisme de Bryan à la victoire du réformiste Wilson
Toutefois, le réformisme libéral de Cleveland échoue lors de la crise économique de 1893. Dans son parti, le courant populiste des fermiers de l'ouest lui reproche sa politique de restriction monétaire, son soutien aux milieux financiers et son action contre les grèves. Sous l'impulsion de William Jennings Bryan, orateur inspiré, les démocrates adoptent la plateforme du mouvement populiste. Ainsi, le parti est progressivement réorienté économiquement à gauche, comme partisan d'une plus grande circulation de la monnaie (bimétallisme), tout en restant sociétalement très conservateur et religieux. Bryan y perd le soutien des milieux d'affaires et échoue successivement trois fois à l'élection présidentielle contre les républicains, en particulier contre Theodore Roosevelt, républicain réformateur, impérialiste et nationaliste, qui donne à la présidence un rôle hyperactif et emprunte aux démocrates le thème de la croisade antitrust.

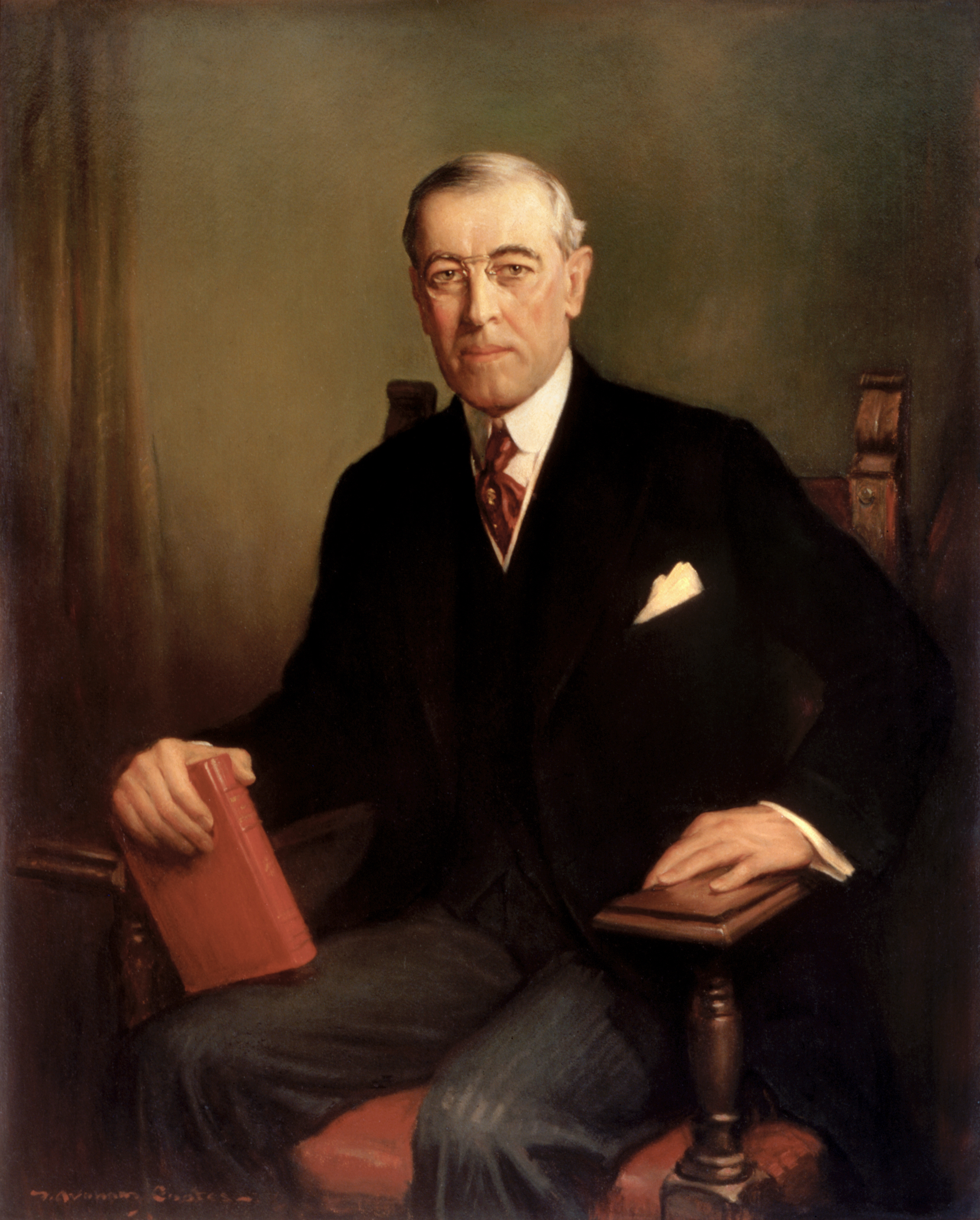
Woodrow Wilson, président réformiste qui fait entrer les États dans la Première Guerre mondiale après presque un siècle d'isolationnisme.

Face à l'échec de la voie populiste, le Parti démocrate se tourne en 1912 vers un progressiste universitaire, axant son action sur ses principes moraux et sa rigueur. Woodrow Wilson se fait le champion de la lutte contre la corruption et les promoteurs, de la prise en compte de la volonté populaire (primaires au suffrage universel pour empêcher les jeux d'appareil). Il profite de la brouille des républicains entre l'ancien président et son successeur : l'élection de 1912 est une triangulaire où la conception démocratique (nouvelle liberté) de Wilson l'emporte sur la vision autoritaire de la New Nation de l'ancien président Théodore Roosevelt et sur le Big Business des monopoles qui soutiennent le président républicain sortant William Howard Taft.
Au pouvoir, Woodrow Wilson applique une politique démocrate à partir d'un pouvoir exécutif fort (conformément à ses théories politiques) : il élargit le rôle du suffrage direct (le XVIIe amendement pour le Sénat, désormais élu directement par deux représentants par État, et en donnant par le XIXe le droit de vote aux femmes), protège l'électorat du sud ségrégationniste, les migrants (tentative de veto à des mesures anti-migration) et les minorités (nomination d'un Juif à la Cour suprême). Il fait voter des lois pour les fermiers, les travailleurs du rail, contre le travail des enfants (loi invalidée par la Cour suprême), contre les trusts et permet la création d'un impôt sur le revenu, baisse les droits de douane. Mais il concède aussi à ses adversaires politiques en restant proche de la vision de l'exécutif de Theodore Roosevelt, en acceptant la création d'une réserve fédérale et en accédant à une revendication des moralistes (prohibition de l'alcool). En politique étrangère, Wilson pratique un interventionnisme mesuré (non-impérialiste), visant à l'extension de la démocratie et à l'établissement d'une Société des Nations. Cela explique ses actions militaires en Amérique centrale (intervention de 1917 au Mexique (en)) puis son entrée en guerre tardive en 1917 (alors qu'il faisait campagne pour la paix en 1916 en vue de sa réélection). Cette situation provoque la démission de l'ancien meneur démocrate Bryan, resté pacifiste, et, assez rapidement, l'hostilité de la population. Pendant la guerre, Wilson prend momentanément des mesures de dirigisme économique, qui peuvent avoir inspiré le New Deal.

#### Échecs électoraux des années 1920
Face aux républicains à nouveau unis, isolationnistes, ayant rallié les milieux affairistes et moralistes (prohibition), les démocrates perdent l'élection présidentielle de 1920, James Middleton Cox étant battu par Warren G. Harding. Les républicains dominent dès lors la scène politique jusqu'en 1932.
Malgré l'activité de certaines figures locales (comme à New York Franklin Delano Roosevelt, cousin éloigné de l'ancien président républicain Theodore Roosevelt, candidat à la vice-présidence en 1920), les démocrates ne peuvent faire face à la machine républicaine qui accompagne la croissance rapide de l'économie et souffrent dans les villes de la montée de mouvements de gauche (socialistes menés par Eugene Victor Debs). Le parti peine à trouver un projet commun. Il est fortement divisé sur la question de la prohibition ou sur celle de la condamnation du Ku Klux Klan (repoussée d'une voix lors de la convention de 1924). John W. Davis perd largement le scrutin présidentiel de 1924 (face à Calvin Coolidge) et Al Smith celui de 1928 (contre Herbert Hoover).

En 1927, André Siegfried décrit ainsi le Parti démocrate : 

« La tradition démocrate réside essentiellement dans la défense des minorités, des non-organisés. De ce fait, le parti ne trouve pas d'unité dans un principe constructif ; son esprit véritable est celui de l'opposition ; il ne maintient sa raison d'être que dans une perpétuelle et changeante coalition de mécontents. Protéger les immigrants contre les assimilateurs ; l'individu contre l'État, combattre l'oppression légale et sociale de la majorité, revendiquer pour les communautés locales, contre le gouvernement central, le droit de régler elles-mêmes leurs problèmes, c'est-à-dire préserver les États contre l'emprise excessive de la fédération… C'est toujours une clientèle locale brimée, ou s'estimant telle, qu'il soutient : le Sud contre le Nord, l'Ouest agricole contre l'Est capitaliste, les grandes cités cosmopolites contre l'américanisme protestant. Ses victoires sont nombreuses, mais elles restent de caractère local : gouverneurs, législatures d'États… »

### Des années 1930 aux années 1970: l'orientation progressiste

#### Ère rooseveltienne

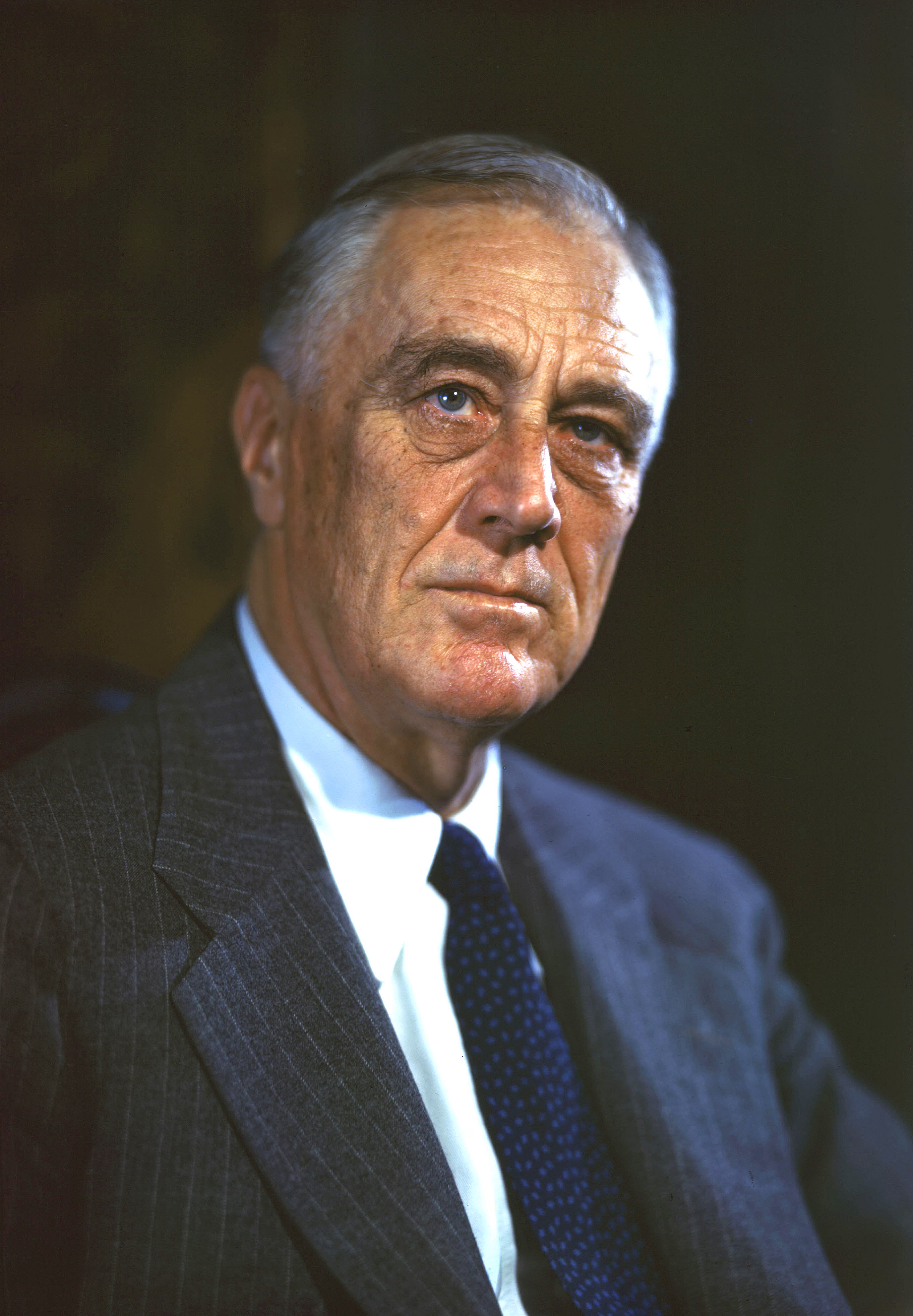
Franklin Delano Roosevelt, le président des États-Unis le plus longtemps resté en fonction (12 ans).

Face à la crise de 1929 et à l'échec du laissez-faire initial des républicains, le démocrate Franklin Delano Roosevelt remporte l'élection présidentielle de 1932. Le nouveau président conduit la politique du New Deal, qui va maintenir durablement les démocrates au pouvoir grâce à un programme progressiste volontariste et keynésien. Ce programme met fin à l'image rétrograde du parti en se faisant le champion de l'État-providence à l'européenne ; cet interventionnisme social et économique est une nouveauté pour des démocrates jusqu'ici antidirigistes. La politique de Roosevelt est contestée par la Cour suprême, par des démagogues et par des conservateurs, qui, y compris dans son parti, lui reprochent soit son « socialisme » (ainsi le fit son vice-président John Nance Garner, ou Wendell Willkie, un démocrate qui devient républicain et son opposant lors de la présidentielle de 1940), soit son interventionnisme anti-nazi (notamment l'ambassadeur Joseph Patrick Kennedy). Toutefois, la reprise économique puis les victoires militaires de la Seconde Guerre mondiale permettent à Roosevelt d'être trois fois réélu et aux démocrates de dominer le Congrès. La société américaine est profondément changée par la nouvelle puissance donnée au rôle social et économique donné à l'État. Dans un même temps, le Parti démocrate s'enracine auprès des couches populaires : en témoigne la création en 1944 du Minnesota Democratic-Farmer-Labor Party dans l'État éponyme, section locale toujours active du parti.
Après la mort de Roosevelt en avril 1945, son successeur, Harry S. Truman, devenu vice-président deux mois auparavant, fait difficilement face à une remontée des républicains au Congrès. Il ne parvient pas à imposer tout à fait sa politique sociale ambitieuse et se laisse déborder par la croisade anticommuniste qu'il avait pourtant tout d'abord approuvée, le maccarthysme (le vice-président de la commission est un démocrate, l'un des frères Kennedy, et cette politique était soutenue à l'époque par l'acteur syndicaliste démocrate Ronald Reagan, qui se rapproche alors des républicains). Cette situation lui fait perdre le soutien de l'aile la plus progressiste du parti (incarnée par Henry Wallace), ce qui entraîne une rupture progressive avec la jeunesse, pendant que les électeurs du sud s'inquiètent des réformes sociales et antiségrégationnistes, ce qui affaiblit le Parti démocrate. Pendant cette période, les démocrates continuent de fédérer les minorités (catholiques italiens hispaniques ou irlandais, Juifs) et les ouvriers (parmi lesquels des Noirs du nord), qui se sentent désormais protégés par un État social. Mais la classe moyenne, et en particulier dans les États conservateurs du sud, très attachée à la ségrégation et très anticommuniste, s'inquiète de l'orientation sociale et ouverte aux Afro-Américains du parti.

#### Question raciale et ère Kennedy
Le parti est divisé entre conservateurs du sud et modernistes progressistes des villes sur la question de la ségrégation raciale. Dès la fin des années 1940, les démocrates du nord, sous l'impulsion du président Truman et du sénateur Hubert Humphrey, se prononcent pour la fin des inégalités de traitement entre Blancs et Noirs, d'abord dans l'armée puis dans la société civile. C'est la consternation chez les « Southern Democrats » ségrégationnistes (les « Dixiecrats ») : à l’élection présidentielle de 1948, ils soutiennent Strom Thurmond, le gouverneur de Caroline du Sud contre le président démocrate sortant, Harry S. Truman. Thurmond n'obtient que 2,4 % des suffrages sur le plan national, mais remporte la majorité dans quatre États du Sud, soit 39 votes des grands électeurs, ce qui manque de faire perdre Truman face au républicain Thomas Dewey et contribue au recul des démocrates face aux républicains.

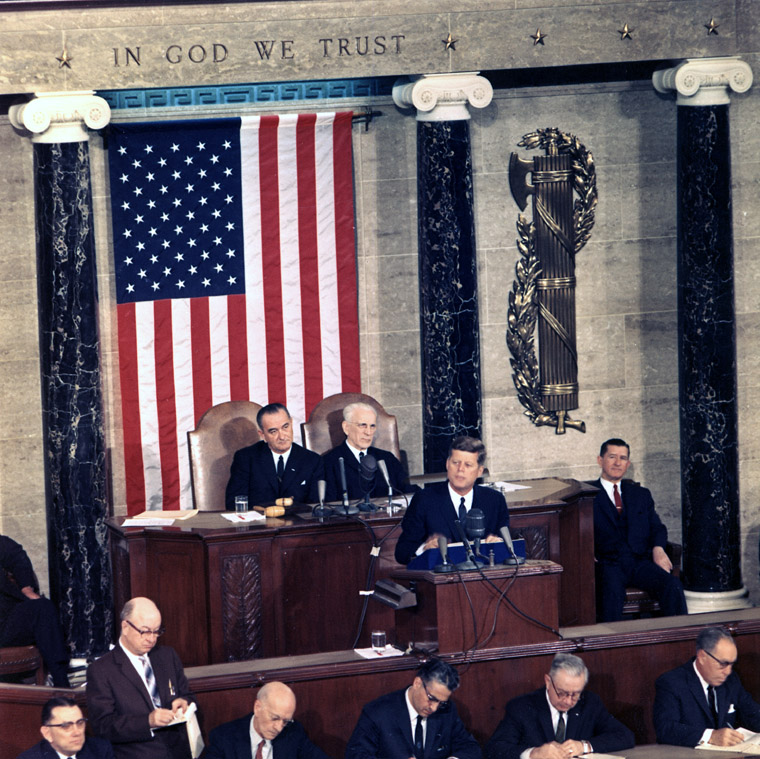
John F. Kennedy prononce le discours annuel sur l'état de l'Union, en 1963. Assis derrière lui, le vice-président Lyndon B. Johnson et le président de la Chambre, John McCormack.

Dans les années 1950, durant la présidence de Dwight D. Eisenhower, le Parti démocrate retrouve un semblant d'unité mais ne peut faire gagner Adlai Stevenson à deux reprises. En 1960, la dynamique campagne de John Fitzgerald Kennedy face à Richard Nixon permet au premier élu catholique d'entrer à la Maison-Blanche sur le thème de la « Nouvelle Frontière », qui veut étendre le « rêve américain » aux pauvres. Confronté à la crise des missiles de Cuba et au mouvement antiségrégationniste, Kennedy, puis, après son assassinat, son successeur Lyndon B. Johnson, conduisent une politique progressiste à l'intérieur, multipliant les lois sociales (en particulier l’affirmative action) et un anticommunisme à l'extérieur.
Ces mesures, si elles provoquent le ralliement massif des jeunes et des Afro-Américains au parti, entraînent la perte des dixies : l'arrêt de la Cour suprême déclarant la ségrégation raciale anticonstitutionnelle et les lois mettant fin à la discrimination raciale, font qu'en 1964, les États du sud votent pour la première fois pour un républicain, le conservateur Barry Goldwater, alors que dans le reste du pays le président Johnson est largement plébiscité. Ce départ des conservateurs du sud pousse le parti à gauche : l'accord des droits civiques aux Afro-Américains assure leur soutien politique, qui compense la perte des voix des dixies. L'aile progressiste d'Eugene McCarthy ou de Robert Francis Kennedy a le soutien des jeunes opposés à la guerre du Viêt Nam.
Mais, lors de la campagne présidentielle de 1968, après le retrait de la candidature du président Johnson puis l'assassinat de Robert Francis Kennedy, le choix par la convention de Chicago de Hubert Humphrey, vice-président (antiségrégationniste mais favorable à la guerre), provoque à la fois la protestation de la jeunesse radicale et la scission avec l'aile la plus conservatrice. Les démocrates du Sud forment alors l'American Independent Party. Leur candidat à l'élection présidentielle, George Wallace, gouverneur de l'Alabama, obtient 13,5 % des suffrages et la majorité dans tous les États du Vieux Sud, privant le candidat démocrate Humphrey de toute chance de victoire face au républicain Richard Nixon.

### Réorientation centriste des années 1980-2000

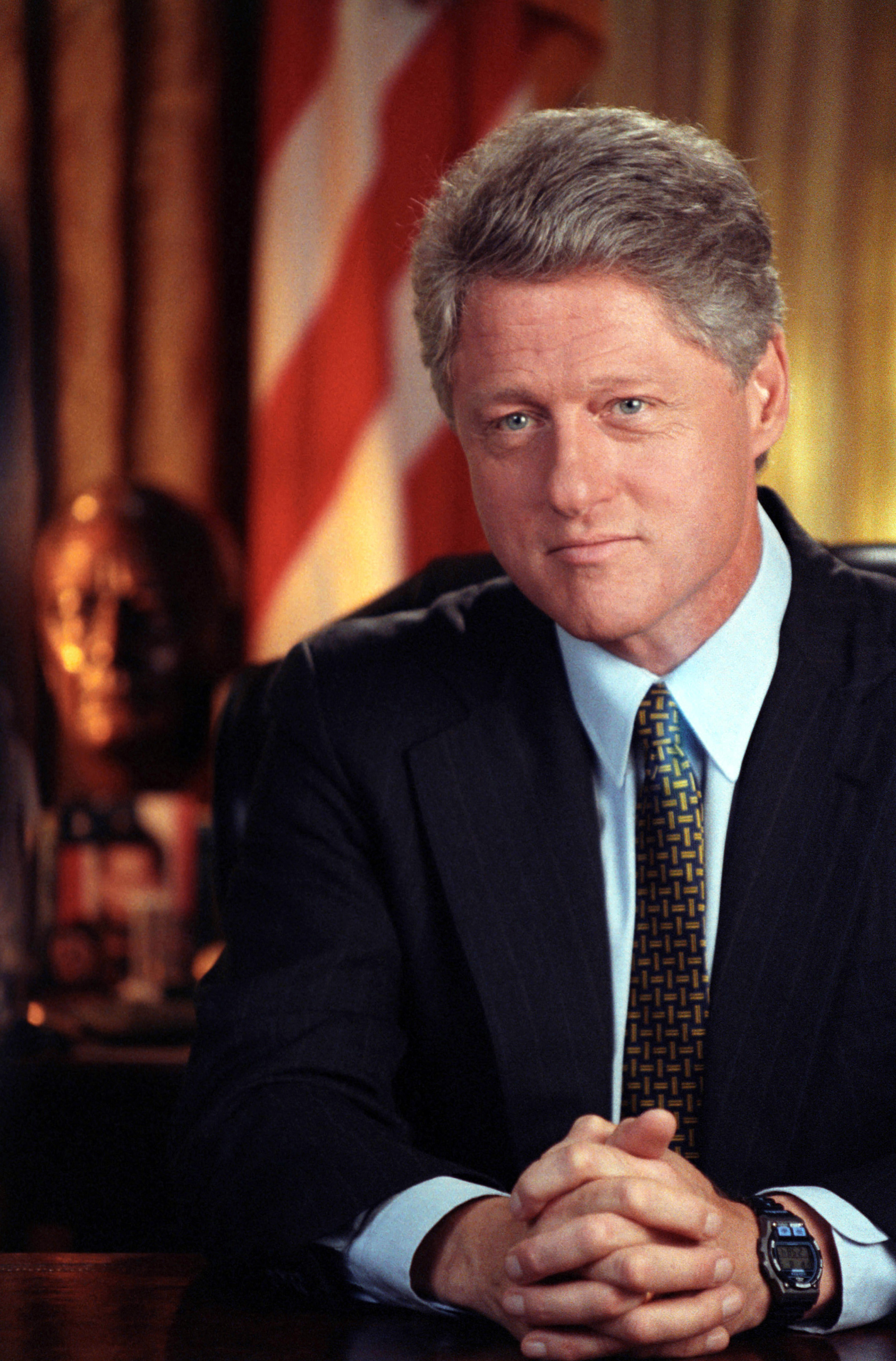
Bill Clinton, figure du virage centriste du Parti démocrate, est président des États-Unis de 1993 à 2001.

Sous le premier mandat présidentiel de Nixon, usés par la guerre du Viêt Nam, qui les avait un temps coupés de la jeunesse libérale la plus à gauche, les démocrates se radicalisent, du fait de l'éloignement des démocrates conservateurs. Lors de l'élection présidentielle de 1972, ils présentent George McGovern, qui, accusé de complaisance avec le communisme, subit un échec cuisant face à Nixon. Les démocrates comprennent alors que, sans renier leurs idéaux de protection des minorités (Noirs ou Indiens), il leur faut soutenir des candidats susceptibles de rallier les suffrages du sud. Ils ont aussi conscience que la majorité parlementaire dont ils disposent au Congrès depuis les années 1950 ne peut survivre à une désertion des électeurs blancs sudistes, lesquels représentent près d'une trentaine de sénateurs. En 1976, Jimmy Carter, gouverneur peu connu de Géorgie, membre des communautés évangéliques, réussit ainsi la synthèse entre les libéraux du nord et les conservateurs du sud, sans toutefois revenir sur le programme progressiste du Parti démocrate, pour accéder à la présidence. Mais son moralisme ne suffit pas face à la crise économique et sa politique des droits de l'homme échoue à l'étranger.
La vague conservatrice de 1980, qui propulse Ronald Reagan à la Maison-Blanche et permet aux républicains d'obtenir, pour la première fois depuis 30 ans, la majorité au Sénat, est un sévère avertissement pour les démocrates. Si, comme au début des années 1970, ils semblent d'abord se radicaliser sur l'aile la plus sociale du parti, comme le montre la candidature de Walter Mondale en 1984, le mouvement des Nouveaux démocrates réoriente le parti vers le centre, et participe à la victoire de Bill Clinton, gouverneur de l'Arkansas, à l'élection présidentielle de 1992 face à un camp conservateur pour une fois divisé (la candidature du populiste de droite Ross Perot, qui obtint 19 % des suffrages, prive George H. W. Bush, avec 37,5 % des voix, d'un second mandat). Bill Clinton toutefois, ne parvient pas à imposer les réformes sociales dans le domaine de la santé. En 1994, le Parti démocrate, qui dominait le Congrès depuis le début des années 1950 (hormis le Sénat entre 1980 et 1986), connaît une défaite historique en perdant la majorité dans les deux assemblées, ainsi que la majorité des postes de gouverneurs. Bill Clinton parvient toutefois à s'assurer une popularité personnelle grâce à une habile politique économique et à se faire réélire en 1996. Il est partisan d'une troisième voie, libérale en économie, limitant l'assistanat.
Le scrutin présidentiel de 2000 oppose le vice-président démocrate sortant, Al Gore, au fils de l'ancien président Bush, George W. Bush. Le résultat national est incertain et dépend de la Floride, où un recomptage y est nécessaire. Tout en étant minoritaire dans le vote populaire, Bush remporte l'élection de moins de 600 voix en Floride et la Cour suprême le déclare vainqueur par l'arrêt Bush v. Gore. Quatre ans plus tard, John Kerry échoue à l'élection présidentielle face au président Bush. En 2006, après douze années en position minoritaire au Congrès (à l'exception des années 2001-2002 pour le Sénat), le Parti démocrate reprend le contrôle des deux chambres du Congrès.

### Présidences Obama et Biden

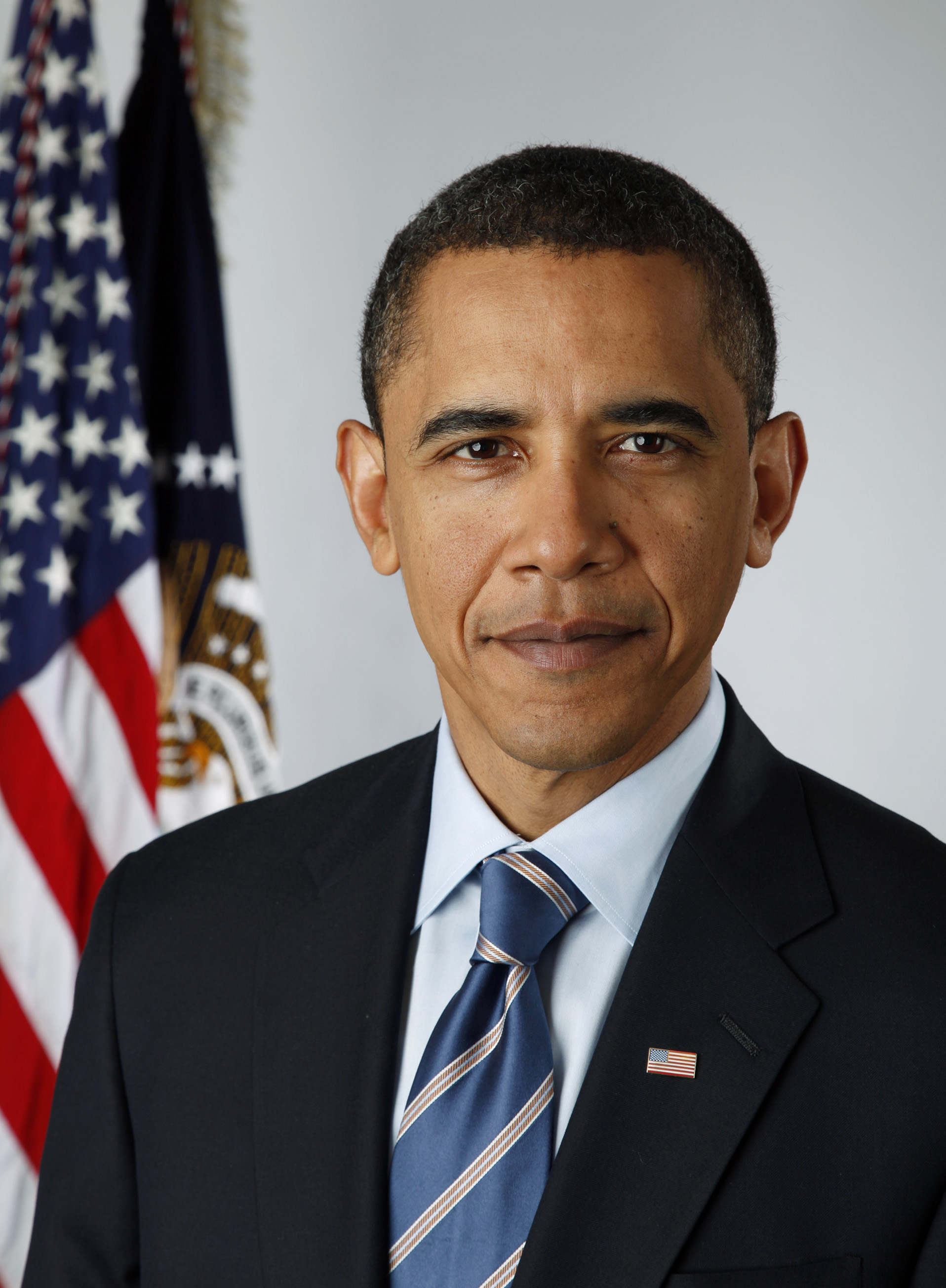
Premier portrait officiel de Barack Obama comme Président des États-Unis (2009).

En 2008, le sénateur de l'Illinois Barack Obama, gagnant des primaires présidentielles face à Hillary Clinton et passant pour une figure centriste, est élu président des États-Unis contre le candidat républicain, John McCain. Il s'agit du premier Afro-Américain accédant à la Maison-Blanche et du premier ticket démocrate élu ne comprenant aucun candidat issu du sud ; néanmoins, trois États du sud votent pour Obama (la Floride, la Caroline du Nord et la Virginie). Cette élection constitue un profond bouleversement dans la situation du Parti démocrate, qui domine toutes les institutions nationales jusqu'en 2011. Durant sa présidence, Obama veut trancher avec son prédécesseur. La protection de l'environnement, le changement du mode de financement du système de santé (« Obamacare »), la réforme du système financier après la crise des subprimes et la défense des droits des minorités (le mariage gay est légalisé fédéralement en 2015 par la Cour suprême) sont ses lignes directrices sur le plan intérieur. Se décrivant comme Bill Clinton comme étant membre des Nouveaux démocrates, centriste, il apparaît cependant plus à gauche que ce dernier et réussit donc à rassembler le parti derrière sa personne. À l'international, il commande l'opération tuant Oussama ben Laden et intervient dans la guerre civile libyenne. Candidat à sa réélection lors de l'élection présidentielle de 2012, il l'emporte face au républicain Mitt Romney.
Durant la présidence Obama, les électeurs affiliés au Parti démocrate évoluent progressivement vers la gauche. D'après un sondage de The Gallup Organization, les électeurs démocrates deviennent de plus en plus libéraux (libéralisme américain, c'est-à-dire de gauche) :
| Idéologie            | 2008 | 2009 | 2010 | 2011 | 2012 | 2013 | 2014 | 2015 |
| -------------------- | ---- | ---- | ---- | ---- | ---- | ---- | ---- | ---- |
| Libéral/progressiste | 39 % | 38 % | 40 % | 39 % | 42 % | 43 % | 44 % | 45 % |
| Modéré               | 38 % | 39 % | 39 % | 38 % | 36 % | 36 % | 36 % | 35 % |
| Conservateur         | 21 % | 21 % | 19 % | 20 % | 20 % | 19 % | 19 % | 17 % |

Par ailleurs, les démocrates s'opposent aux républicains à propos du réchauffement climatique : un sondage de 2014 du Pew Research Center indiquait que, sur un échantillon de plus de 2 000 personnes interrogées, 80 % des individus s'identifiant comme démocrates reconnaissaient l'origine anthropique du changement climatique, mais que cette proportion descendait à seulement 10 % chez les républicains conservateurs. 57 % des conservateurs pensent même qu'il n'y a pas de preuve solide soutenant la thèse du réchauffement climatique (contre à peine 10 % des libéraux).
Le Parti démocrate souffre durant la présidence Obama de défaites majeures, dès les midterms de 2010 avec le Tea Party. Le parti ne contrôle plus le Congrès à la fin de son mandat, et le nombre de gouverneurs et de législatures d'États démocrates sont historiquement bas.
La défense des droits des femmes et des minorités ainsi que la lutte contre le port d’armes et les inégalités sociales sont au cœur des programmes des candidats aux primaires du Parti démocrate en vue de l’élection présidentielle 2016. L'indépendant devenu démocrate Bernie Sanders, sénateur du Vermont, se présente comme « démocrate socialiste » et assume des positions sociales jusqu'ici très peu relayées à l'échelle nationale (salaire minimum universel à 15 dollars de l'heure, université gratuite, « révolution politique », opposition au libre-échange). Alors que les commentateurs politiques le voyaient rapidement défait par l'ancienne Première dame et secrétaire d'État Hillary Clinton, il gagne des primaires avec des scores écrasants dans de petits États ; cependant, Clinton bénéficie de forts soutiens dans le sud des États-Unis et remporte les primaires. Lors de scrutin présidentiel, Hillary Clinton, bien qu'ayant obtenu le plus de voix au niveau national, échoue à devenir la première femme présidente des États-Unis face au républicain Donald Trump. Pour les analystes, cette défaite est liée à une tendance plus globale, qui a vu le parti se couper des classes populaires depuis la présidence de Bill Clinton, en s'appuyant sur les élites du système et en se rapprochant des milieux financiers. En 2018, le Parti démocrate reprend cependant le contrôle de la Chambre des représentants.

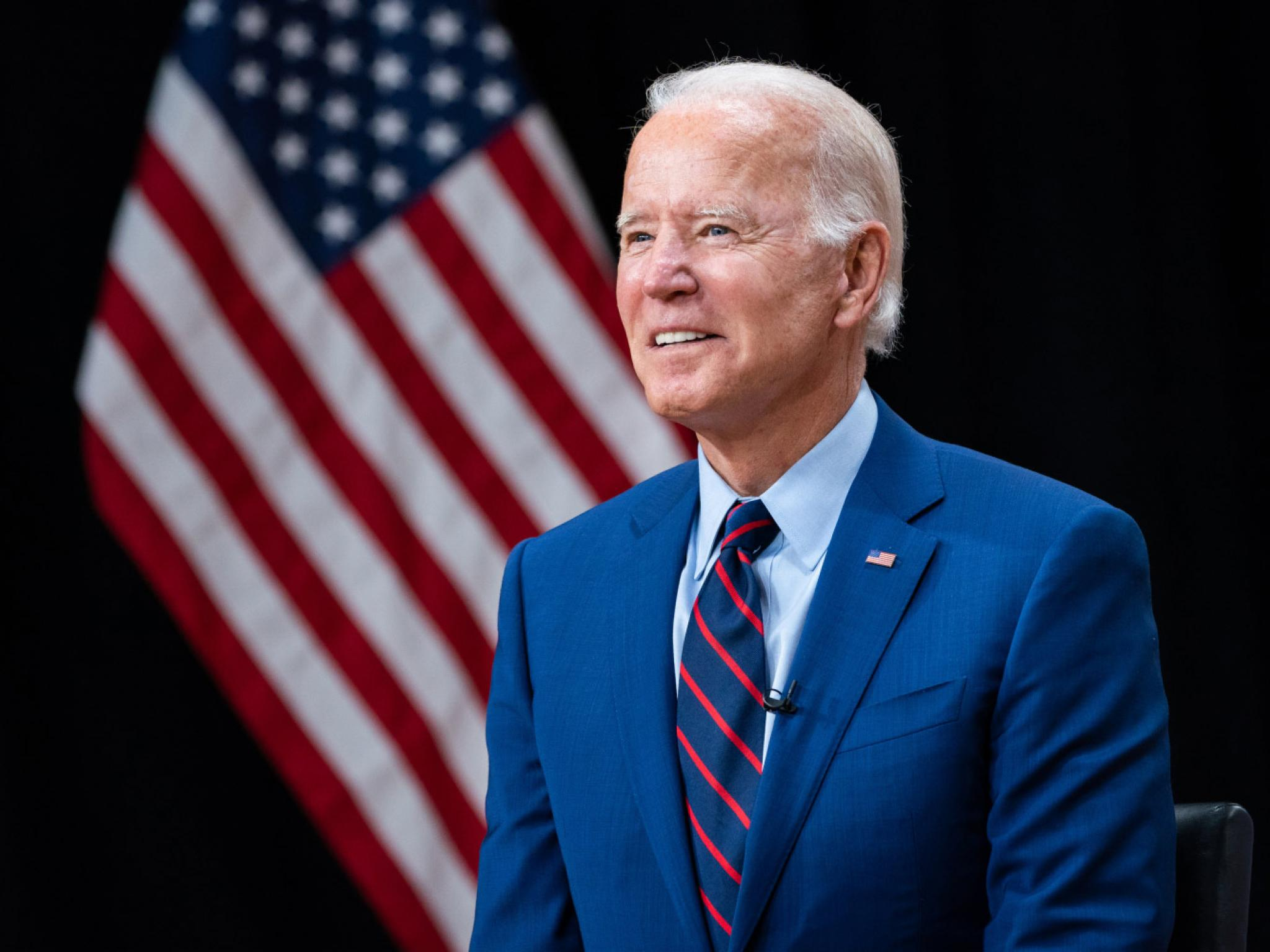
Portrait de Joe Biden en 2021, deuxième catholique à accéder à la présidence des États-Unis après John F. Kennedy.

Les primaires présidentielles démocrates de 2020 sont une nouvelle fois marquées par la percée inattendue de Bernie Sanders, qui est cependant coupé dans son ascension par la pandémie de Covid-19 ; c'est finalement un candidat plus centriste, Joe Biden, vice-président sous Obama, qui est désigné pour représenter le parti. La campagne présidentielle est restreinte et marquée par les critiques envers la gestion de la pandémie par le président Trump. Le scrutin est finalement remporté par Biden, qui est le plus âgé à entrer à la Maison-Blanche (78 ans) et le deuxième président de confession catholique de l'histoire. Celui-ci met en place une politique de relance face aux conséquences de la pandémie, fait réadhérer les États-Unis à l'accord de Paris sur le climat, procède au retrait total des troupes d'Afghanistan décidé par son prédécesseur, et apporte une aide à l'Ukraine dans le cadre de la guerre russo-ukrainienne. Les démocrates profitent également de la décision Dobbs v. Jackson Women's Health Organization qui remet en cause l'avortement au niveau fédéral et qui devint un enjeu de campagne. Le parti résiste mieux aux midterms de 2022. En 2023, en particulier après la défaite de Lori Lightfoot, maire sortante de Chicago, l’insécurité devient un sujet majeur de contentieux dans les grandes villes américaines dominées par le Parti démocrate.
L'année 2024 a été difficile pour le parti, marqué par sa défaite au Sénat face aux républicains et par le retrait inattendu du président Joe Biden de la course à sa réélection, seulement quatre mois avant l’élection présidentielle. Ce retrait, officiellement motivé par des raisons de santé et le désir de transmettre le flambeau à une nouvelle génération, a plongé les démocrates dans l'urgence. Kamala Harris, vice-présidente sortante, a alors été investie comme candidate du parti, mais a été battue par l'ancien président Donald Trump.

## Principales tendances politiques
Le parti demeure tiraillé entre :
- Une branche progressiste, incarnée par Bernie Sanders, Alexandria Ocasio-Cortez, Bill de Blasio, Nancy Pelosi, Elizabeth Warren, Jesse Jackson, les représentants du Squad, Alan Grayson, Al Franken ou Dennis Kucinich, souhaitant diriger à des degrés divers les États-Unis vers une social-démocratie à l'européenne et défendant les droits des personnes LGBT, le droit à l'avortement ou encore une restriction du droit de port d'armes.
- Une branche centriste, incarnée par Hillary Clinton, Mark Warner, Ed Rendell, Jim Webb, Joe Biden, Kamala Harris ou Tim Kaine, souhaitant libéraliser l'économie et concurrencer les républicains sur le terrain des valeurs pour réorienter les positions du parti sur la question de la laïcité notamment, pour arriver à regagner le sud et l'ouest non côtier conservateurs.
- Une branche conservatrice sur le plan fiscal et sociétal, moins importante que les deux autres, incarnée par la coalition des Blue Dogs composée entre autres de Mary Landrieu, Joe Manchin, Bob Casey, Jr., Loretta Sánchez ou Ben Nelson, qui militent pour l’instauration d’un protectionnisme économique, la restriction du droit à l'avortement et la défense du droit du port d'armes. Ces démocrates adoptent des positions centristes car élus dans des États très conservateurs et vulnérables lors des élections[26].

Localement, le Parti démocrate, dans l'ouest non côtier, le centre et le sud des États-Unis a aussi disposé du soutien des Dixiecrats — les ségrégationnistes des États du sud, qui avaient fait obstruction au Congrès et au niveau des États en 1964 pour empêcher l'adoption de la loi sur les droits civiques. Au contraire, dans la région de la baie de San Francisco en Californie, dans le Puget Sound (Seattle et le comté de King dans l'État de Washington, le centre de l'Oregon) et l'ouest des Grands lacs (Minnesota et Wisconsin), les branches du Parti démocrate se situent plus à gauche.

## Résultats électoraux
Après la défaite de Kamala Harris à l’élection présidentielle de novembre 2024, le journaliste et essayiste américain Christopher Caldwell analyse les raisons de cet échec. Selon lui, le Parti démocrate s’est fourvoyé en pensant que l’identité ouvrière et patriotique du parti au milieu du XXe siècle lui assurerait encore le vote des classes populaires.

### Résultats aux élections présidentielles
| Année | Candidat                  | Vote populaire | Vote populaire | Grands électeurs |
| Année | Candidat                  | Voix           | %              | Grands électeurs |
| ----- | ------------------------- | -------------- | -------------- | ---------------- |
| 1828  | Andrew Jackson            | 642 553        | 56,0           | 178 / 261        |
| 1832  | Andrew Jackson            | 701 780        | 54,2           | 219 / 286        |
| 1836  | Martin Van Buren          | 764 176        | 50,8           | 170 / 294        |
| 1840  | Martin Van Buren          | 1 128 854      | 46,8           | 60 / 294         |
| 1844  | James K. Polk             | 1 339 494      | 49,5           | 170 / 275        |
| 1848  | Lewis Cass                | 1 223 460      | 42,5           | 127 / 290        |
| 1852  | Franklin Pierce           | 1 607 510      | 50,8           | 254 / 296        |
| 1856  | James Buchanan            | 1 836 072      | 45,3           | 174 / 296        |
| 1860  | Stephen A. Douglas        | 1 380 202      | 29,5           | 12 / 303         |
| 1864  | George McClellan          | 1 812 807      | 45,0           | 21 / 233         |
| 1868  | Horatio Seymour           | 2 706 829      | 47,3           | 80 / 294         |
| 1872  | Horace Greeley            | 2 834 761      | 43,8           | 69 / 352         |
| 1876  | Samuel Jones Tilden       | 4 288 546      | 50,9           | 184 / 369        |
| 1880  | Winfield Scott Hancock    | 4 444 260      | 48,3           | 155 / 369        |
| 1884  | Grover Cleveland          | 4 914 482      | 48,9           | 219 / 401        |
| 1888  | Grover Cleveland          | 5 534 488      | 48,6           | 168 / 401        |
| 1892  | Grover Cleveland          | 5 556 918      | 46,0           | 277 / 444        |
| 1896  | William Jennings Bryan    | 6 509 052      | 46,7           | 176 / 447        |
| 1900  | William Jennings Bryan    | 6 370 932      | 45,5           | 155 / 447        |
| 1904  | Alton Parker              | 5 083 880      | 37,6           | 140 / 476        |
| 1908  | William Jennings Bryan    | 6 408 984      | 43,0           | 162 / 483        |
| 1912  | Woodrow Wilson            | 6 296 284      | 41,8           | 435 / 531        |
| 1916  | Woodrow Wilson            | 9 126 868      | 49,2           | 277 / 531        |
| 1920  | James Middleton Cox       | 9 139 661      | 34,2           | 127 / 531        |
| 1924  | John W. Davis             | 8 386 242      | 28,8           | 136 / 531        |
| 1928  | Al Smith                  | 15 015 464     | 40,8           | 87 / 531         |
| 1932  | Franklin Delano Roosevelt | 22 821 277     | 57,4           | 472 / 531        |
| 1936  | Franklin Delano Roosevelt | 27 747 636     | 60,8           | 523 / 531        |
| 1940  | Franklin Delano Roosevelt | 27 313 945     | 54,7           | 449 / 531        |
| 1944  | Franklin Delano Roosevelt | 25 612 916     | 53,4           | 432 / 531        |
| 1948  | Harry S. Truman           | 24 179 347     | 49,6           | 303 / 531        |
| 1952  | Adlai Stevenson           | 27 375 090     | 44,3           | 89 / 531         |
| 1956  | Adlai Stevenson           | 26 028 028     | 42,0           | 73 / 531         |
| 1960  | John Fitzgerald Kennedy   | 34 220 984     | 49,7           | 303 / 537        |
| 1964  | Lyndon B. Johnson         | 43 127 041     | 61,1           | 486 / 538        |
| 1968  | Hubert Humphrey           | 31 271 839     | 42,7           | 191 / 538        |
| 1972  | George McGovern           | 29 173 222     | 37,5           | 17 / 538         |
| 1976  | Jimmy Carter              | 40 831 881     | 50,1           | 297 / 538        |
| 1980  | Jimmy Carter              | 35 480 115     | 41,0           | 49 / 538         |
| 1984  | Walter Mondale            | 37 577 352     | 40,6           | 13 / 538         |
| 1988  | Michael Dukakis           | 41 809 074     | 45,6           | 111 / 538        |
| 1992  | Bill Clinton              | 44 909 806     | 43,0           | 370 / 538        |
| 1996  | Bill Clinton              | 47 401 185     | 49,2           | 379 / 538        |
| 2000  | Al Gore                   | 50 999 897     | 48,4           | 266 / 538        |
| 2004  | John Kerry                | 59 028 444     | 48,3           | 251 / 538        |
| 2008  | Barack Obama              | 69 498 516     | 52,9           | 365 / 538        |
| 2012  | Barack Obama              | 65 915 795     | 51,1           | 332 / 538        |
| 2016  | Hillary Clinton           | 65 853 514     | 48,2           | 227 / 538        |
| 2020  | Joe Biden                 | 81 282 896     | 51,3           | 306 / 538        |
| 2024  | Kamala Harris             | 75 017 613     | 48,3           | 226 / 538        |

### Résultats aux élections législatives
Les résultats des élections législatives sont cumulés sur tout le territoire des États-Unis et ne reflètent donc pas la grande diversité des électorats selon les États.
D'autre part, la Chambre des représentants est renouvelée tous les deux ans donc la notion de victoire et de défaite est relative. Un parti peut gagner des sièges sur une élection et rester minoritaire à la chambre.
| Année | Chambre des représentants | Chambre des représentants | Chambre des représentants | Sénat | Sénat      | Sénat    | Année |
| Année | %                         | Voix                      | Sièges                    | %     | Voix       | Sièges   | Année |
| ----- | ------------------------- | ------------------------- | ------------------------- | ----- | ---------- | -------- | ----- |
| 1920  | 35,8                      | 8 903 730                 | 192 / 435                 |       |            | 37 / 96  | 1920  |
| 1922  | 43,9                      | 9 112 202                 | 131 / 435                 |       |            | 45 / 96  | 1922  |
| 1924  | 38,8                      | 10 749 887                | 207 / 435                 |       |            | 41 / 96  | 1924  |
| 1926  | 39,6                      | 8 163 000                 | 183 / 435                 |       |            | 47 / 96  | 1926  |
| 1928  | 41,1                      | 14 253 858                | 194 / 435                 |       |            | 39 / 96  | 1928  |
| 1930  | 44,5                      | 11 026 131                | 216 / 435                 |       |            | 47 / 96  | 1930  |
| 1932  | 55,7                      | 20 585 995                | 313 / 435                 |       |            | 59 / 96  | 1932  |
| 1934  | 53,4                      | 17 542 400                | 322 / 435                 |       |            | 69 / 96  | 1934  |
| 1936  | 55,9                      | 23 967 625                | 334 / 435                 |       |            | 76 / 96  | 1936  |
| 1938  | 48,7                      | 17 715 450                | 262 / 435                 |       |            | 68 / 96  | 1938  |
| 1940  | 51,4                      | 24 227 821                | 267 / 435                 | 47,5  | 19 715 831 | 66 / 96  | 1940  |
| 1942  | 47,0                      | 13 181 759                | 222 / 435                 | 46,7  | 6 497 048  | 58 / 96  | 1942  |
| 1944  | 51,8                      | 23 380 045                | 242 / 435                 | 50,3  | 19 360 257 | 57 / 96  | 1944  |
| 1946  | 45,0                      | 15 491 113                | 188 / 435                 | 41,4  | 12 062 433 | 45 / 96  | 1946  |
| 1948  | 52,6                      | 24 217 516                | 263 / 435                 | 56,2  | 13 056 944 | 54 / 96  | 1948  |
| 1950  | 49,6                      | 19 991 683                | 235 / 435                 | 47,2  | 16 374 996 | 49 / 96  | 1950  |
| 1952  | 49,8                      | 28 642 537                | 213 / 435                 | 44,7  | 21 236 793 | 47 / 96  | 1952  |
| 1954  | 52,5                      | 22 366 386                | 232 / 435                 | 55,5  | 15 137 069 | 49 / 96  | 1954  |
| 1956  | 51,2                      | 30 062 042                | 234 / 435                 | 50,6  | 23 291 351 | 49 / 96  | 1956  |
| 1958  | 56,0                      | 25 604 679                | 283 / 435                 | 55,0  | 21 426 124 | 64 / 98  | 1958  |
| 1960  | 54,8                      | 35 125 032                | 262 / 435                 | 55,1  | 18 547 250 | 64 / 100 | 1960  |
| 1962  | 52,4                      | 26 860 184                | 258 / 435                 | 50,4  | 21 387 598 | 66 / 100 | 1962  |
| 1964  | 57,1                      | 37 643 960                | 295 / 435                 | 56,4  | 30 786 035 | 68 / 100 | 1964  |
| 1966  | 50,9                      | 26 934 136                | 248 / 435                 | 47,9  | 12 971 141 | 64 / 100 | 1966  |
| 1968  | 50,2                      | 33 214 994                | 243 / 435                 | 49,3  | 24 976 660 | 57 / 100 | 1968  |
| 1970  | 53,6                      | 29 080 212                | 255 / 435                 | 52,4  | 25 435 247 | 54 / 100 | 1970  |
| 1972  | 52,1                      | 37 071 352                | 242 / 435                 | 45,5  | 17 199 567 | 56 / 100 | 1972  |
| 1974  | 57,5                      | 30 054 097                | 291 / 435                 | 55,2  | 22 544 761 | 60 / 100 | 1974  |
| 1976  | 55,9                      | 41 474 890                | 292 / 435                 | 53,5  | 31 790 526 | 61 / 100 | 1976  |
| 1978  | 53,7                      | 29 317 777                | 277 / 435                 | 50,6  | 15 302 929 | 58 / 100 | 1978  |
| 1980  | 50,5                      | 39 347 947                | 243 / 435                 | 51,6  | 30 699 463 | 46 / 100 | 1980  |
| 1982  | 55,2                      | 35 284 473                | 269 / 435                 | 54,1  | 27 899 651 | 46 / 100 | 1982  |
| 1984  | 52,1                      | 42 973 494                | 253 / 435                 | 49,8  | 23 079 278 | 47 / 100 | 1984  |
| 1986  | 54,3                      | 32 447 021                | 258 / 435                 | 50,1  | 24 347 369 | 55 / 100 | 1986  |
| 1988  | 53,3                      | 43 544 565                | 260 / 435                 | 52,1  | 35 137 786 | 55 / 100 | 1988  |
| 1990  | 52,1                      | 32 463 372                | 267 / 435                 | 51,1  | 17 907 544 | 56 / 100 | 1990  |
| 1992  | 50,1                      | 48 654 189                | 258 / 435                 | 49,2  | 40 589 727 | 57 / 100 | 1992  |
| 1994  | 44,8                      | 31 542 823                | 204 / 435                 | 44,0  | 25 627 430 | 48 / 100 | 1994  |
| 1996  | 48,2                      | 43 507 586                | 206 / 435                 | 47,9  | 23 951 995 | 45 / 100 | 1996  |
| 1998  | 47,3                      | 31 490 298                | 211 / 435                 | 49,5  | 26 768 699 | 45 / 100 | 1998  |
| 2000  | 47,1                      | 46 582 167                | 212 / 435                 | 47,0  | 36 780 875 | 50 / 100 | 2000  |
| 2002  | 45,2                      | 33 795 885                | 204 / 435                 | 45,5  | 19 873 164 | 49 / 100 | 2002  |
| 2004  | 46,8                      | 52 965 786                | 202 / 435                 | 50,8  | 44 754 618 | 50 / 100 | 2004  |
| 2006  | 52,3                      | 42 338 795                | 233 / 435                 | 53,2  | 32 444 708 | 51 / 100 | 2006  |
| 2008  | 53,2                      | 65 237 840                | 257 / 435                 | 51,9  | 33 650 061 | 59 / 100 | 2008  |
| 2010  | 44,9                      | 38 980 192                | 193 / 435                 | 44,0  | 32 405 787 | 53 / 100 | 2010  |
| 2012  | 48,8                      | 59 645 531                | 201 / 435                 | 53,7  | 49 988 282 | 55 / 100 | 2012  |
| 2014  | 45,5                      | 35 624 357                | 188 / 435                 | 43,8  | 19 786 883 | 46 / 100 | 2014  |
| 2016  | 48,0                      | 61 765 832                | 194 / 435                 | 53,8  | 51 315 969 | 46 / 100 | 2016  |
| 2018  | 53,4                      | 60 572 245                | 235 / 435                 | 59,0  | 52 224 867 | 45 / 100 | 2018  |
| 2020  | 50,3                      | 77 122 690                | 222 / 435                 | 47,0  | 38 011 916 | 48 / 100 | 2020  |
| 2022  | 47,3                      | 51 280 463                | 213 / 435                 | 49,0  | 39 802 675 | 49 / 100 | 2022  |
| 2024  | 47,9                      | 70 836 229                | 215 / 435                 | 49,1  | 55 934 606 | 45 / 100 | 2024  |

## Électorat
| Idéologie                            |      |      |      |      |      |      |      |     |      |                                        |     |  |  |      |      |
| Libéraux                             | 74 % | 82 % | 78 % | 85 % | 89 % | 86 % | 84 % | 89% |      |                                        |     |  |  |      |      |
| Modérés                              | 53 % | 51 % | 57 % | 54 % | 60 % | 56 % | 52 % | 64% |      |                                        |     |  |  |      |      |
| Conservateurs                        | 30 % | 19 % | 20 % | 15 % | 20 % | 17 % | 15 % | 14% |      |                                        |     |  |  |      |      |
| Parti                                |      |      |      |      |      |      |      |     |      |                                        |     |  |  |      |      |
| Parti démocrate                      | 80 % | 83 % | 84 % | 89 % | 89 % | 92 % | 89 % | 94% |      |                                        |     |  |  |      |      |
| Parti républicain                    | 11 % | 8 %  | 13 % | 6 %  | 9 %  | 6 %  | 7 %  | 6%  |      |                                        |     |  |  |      |      |
| Indépendants                         | 48 % | 43 % | 43 % | 49 % | 52 % | 45 % | 42 % | 54% |      |                                        |     |  |  |      |      |
| Genre                                |      |      |      |      |      |      |      |     |      |                                        |     |  |  |      |      |
| Hommes                               | 52 % | 42 % | 43 % | 44 % | 49 % | 45 % | 41 % | 45% |      |                                        |     |  |  |      |      |
| Femmes                               | 52 % | 49 % | 54 % | 51 % | 56 % | 55 % | 54 % | 57% |      |                                        |     |  |  |      |      |
| Statut marital                       |      |      |      |      |      |      |      |     |      |                                        |     |  |  |      |      |
| Hommes mariés                        |      |      | 44 % | 42 % | 47 % | 38 % | 37 % | 44% |      |                                        |     |  |  |      |      |
| Femmes mariées                       |      |      | 44 % | 42 % | 47 % | 46 % | 49 % | 47% |      |                                        |     |  |  |      |      |
| Hommes non mariés                    |      |      | 57 % | 58 % | 65 % | 56 % | 46 % | 52% |      |                                        |     |  |  |      |      |
| Femmes non mariées                   |      |      | 57 % | 58 % | 65 % | 67 % | 62 % | 63% |      |                                        |     |  |  |      |      |
| Race/ethnicité                       |      |      |      |      |      |      |      |     |      |                                        |     |  |  |      |      |
| Blancs américains                    | 48 % | 40 % | 43 % | 41 % | 43 % | 39 % | 37 % | 41% |      |                                        |     |  |  |      |      |
| Afro-Américains                      | 83 % | 89 % | 84 % | 88 % | 95 % | 93 % | 88 % | 87% |      |                                        |     |  |  |      |      |
| Asio-Américains                      |      |      | 43 % | 56 % | 62 % | 73 % | 65 % | 61% |      |                                        |     |  |  |      |      |
| Autres                               |      |      | 64 % | 54 % | 66 % | 58 % | 56 % | 55% |      |                                        |     |  |  |      |      |
| Hispaniques et Latino-Américains     | 82 % | 70 % | 72 % | 53 % | 67 % | 71 % | 65 % | 65% |      |                                        |     |  |  |      |      |
| Religion                             |      |      |      |      |      |      |      |     |      |                                        |     |  |  |      |      |
| Protestants                          |      |      | 41 % | 40 % | 45 % | 43 % | 39 % | 39% |      |                                        |     |  |  |      |      |
| Catholiques                          |      |      | 53 % | 47 % | 54 % | 50 % | 45 % | 52% |      |                                        |     |  |  |      |      |
| Mormons                              |      |      |      |      |      | 21 % | 25 % |     |      |                                        |     |  |  |      |      |
| Juifs                                |      |      | 78 % | 74 % | 78 % | 69 % | 71 % |     |      |                                        |     |  |  |      |      |
| Autres                               |      |      | 60 % | 74 % | 73 % | 74 % | 62 % | 69% |      |                                        |     |  |  |      |      |
| Sans                                 |      |      | 59 % | 67 % | 75 % | 70 % | 68 % | 65% |      |                                        |     |  |  |      |      |
| Fréquentation des services religieux |      |      |      |      |      |      |      |     |      |                                        |     |  |  |      |      |
| Plus d'une fois par semaine          |      |      |      | 35 % | 43 % | 36 % | 40 % |     |      |                                        |     |  |  |      |      |
| Une fois par semaine                 |      |      |      | 41 % | 43 % | 41 % | 40 % |     |      |                                        |     |  |  |      |      |
| Quelques fois par mois               |      |      |      | 49 % | 53 % | 55 % | 46 % |     |      |                                        |     |  |  |      |      |
| Quelques fois par an                 |      |      |      | 54 % | 59 % | 56 % | 48 % |     |      |                                        |     |  |  |      |      |
| Jamais                               |      |      |      | 62 % | 67 % | 62 % | 62 % |     |      |                                        |     |  |  |      |      |
| Âge                                  |      |      |      |      |      |      |      |     |      |                                        |     |  |  |      |      |
| 18-24 ans                            |      | 47 % | 53 % | 54 % | 66 % | 60 % | 56 % | 65% |      |                                        |     |  |  |      |      |
| 25-29 ans                            |      | 47 % | 53 % | 54 % | 66 % | 60 % | 53 % | 54% |      |                                        |     |  |  |      |      |
| 30-39 ans                            |      | 46 % | 48 % | 47 % | 54 % | 55 % | 51 % | 51% |      |                                        |     |  |  |      |      |
| 40-49 ans                            |      | 46 % | 48 % | 47 % | 49 % | 48 % | 46 % | 54% |      |                                        |     |  |  |      |      |
| 50-64 ans                            |      | 42 % | 48 % | 47 % | 50 % | 47 % | 44 % | 47% |      |                                        |     |  |  |      |      |
| 65 ans et plus                       |      | 49 % | 50 % | 47 % | 45 % | 44 % | 45 % | 47% |      |                                        |     |  |  |      |      |
| Orientation sexuelle                 |      |      |      |      |      |      |      |     |      |                                        |     |  |  |      |      |
| LGBT+                                |      |      | 66 % | 77 % | 70 % | 76 % | 78 % | 64% |      |                                        |     |  |  |      |      |
| Hétérosexuels                        |      |      | 47 % | 46 % | 53 % | 49 % | 47 % | 51% |      |                                        |     |  |  |      |      |
| Éducation                            |      |      |      |      |      |      |      |     |      |                                        |     |  |  |      |      |
| N'ont pas terminé l'école secondaire |      |      | 59 % | 50 % | 63 % | 64 % | 45 % | 46% |      |                                        |     |  |  |      |      |
| Ont terminé l'école secondaire       |      |      | 51 % | 47 % | 52 % | 51 % | 45 % | 51% |      |                                        |     |  |  |      |      |
| Ont fréquenté l'université           |      |      | 48 % | 46 % | 51 % | 49 % | 43 % | 47% |      |                                        |     |  |  |      |      |
| pregrade                             |      |      | 44 % | 46 % | 50 % | 47 % | 49 % | 51% |      |                                        |     |  |  |      |      |
| Postgrade                            |      |      | 52 % | 55 % | 58 % | 55 % | 58 % | 62% |      |                                        |     |  |  |      |      |
| Revenus du foyer                     |      |      |      |      |      |      |      |     |      |                                        |     |  |  |      |      |
| Moins de 14 999 $                    |      |      | 59 % | 63 % | 73 % | 63 % | 53 % | 54% |      |                                        |     |  |  |      |      |
| 15 000 $ - 30 000 $                  |      |      | 53 % | 57 % | 60 % | 63 % | 53 % | 54% |      |                                        |     |  |  |      |      |
| 30 000 $ - 49 999 $                  |      |      | 48 % | 50 % | 55 % | 57 % | 51 % | 56% |      |                                        |     |  |  |      |      |
| 50 000 $ - 74 999 $                  |      |      | 47 % | 43 % | 48 % | 46 % | 46 % | 57% |      |                                        |     |  |  |      |      |
| 75 000 $ - 99 999 $                  |      |      | 44 % | 45 % | 51 % | 46 % | 46 % | 57% |      |                                        |     |  |  |      |      |
| 100 000 $ - 199 999 $                |      |      | 38 % | 42 % | 48 % | 44 % | 47 % | 41% |      |                                        |     |  |  |      |      |
| 200 000 $ - 249 999 $                |      |      | 38 % | 35 % | 48 % | 47 % | 48 % | 44% |      |                                        |     |  |  |      |      |
| Plus de 250 000 $                    |      |      | 38 % | 35 % | 52 % | 42 % | 46 % | 44% |      |                                        |     |  |  |      |      |
| Région                               |      |      |      |      |      |      |      |     |      |                                        |     |  |  |      |      |
| Nord-Est                             | 54 % | 49 % |      | 56 % | 59 % | 59 % |      | 58% |      |                                        |     |  |  |      |      |
| Midwest                              | 49 % | 47 % |      | 48 % | 54 % | 51 % |      | 47% |      |                                        |     |  |  |      |      |
| Sud                                  | 54 % | 41 % |      | 42 % | 45 % | 44 % |      | 46% |      |                                        |     |  |  |      |      |
| Ouest                                | 50 % | 47 % |      | 50 % | 57 % | 54 % |      | 57% |      |                                        |     |  |  |      |      |
| Taille de la communauté              |      |      |      |      |      |      |      |     |      |                                        |     |  |  |      |      |
| Grandes villes (plus de 500 000 hab) |      |      |      | 60 % | 63 % | 69 % | 59 % | 60% |      | Villes moyennes (50 000 à 500 000 hab) |     |  |  | 49 % | 58 % |
| Petites villes (10 000 à 50 000 hab) |      |      |      | 48 % | 63 % | 42 % | 59 % | 60% |      |                                        |     |  |  |      |      |
| Banlieues                            |      |      |      | 47 % | 63 % | 50 % | 59 % | 60% | 48 % | 45 %                                   | 52% |  |  |      |      |
| Zones rurales                        |      |      |      | 40 % | 45 % | 37 % | 34 % | 42% |      |                                        |     |  |  |      |      |

## Symboles et identité visuelle
Le terme de Jackass (« bougre d’âne », jeu de mots injurieux sur le patronyme Jackson) aurait été utilisé pour désigner le premier président démocrate, Andrew Jackson, lors de la campagne présidentielle de 1828. Une caricature de 1837, représentant Jackson chevauchant son parti figuré sous la forme d'un âne, serait la première transcription graphique de ce jeu de mots.
Le 15 janvier 1870, une caricature politique de Thomas Nast parue dans le Harper's Weekly réutilise et popularise davantage cette image. Nommée A live Jackass Kicking a Dead Lion, (« Un âne bien vivant frappant un lion mort »), elle fait référence à la fable de Phèdre, Le Lion devenu vieux, le sanglier, le taureau et l'âne. Reprise par La Fontaine dans Le Lion devenu vieux, cette fable est à l'origine de l'expression « donner le coup de pied de l'âne » pour désigner une attaque lâche et sans risque contre un adversaire affaibli. Dans la caricature de Nast, l'âne incarne les journaux favorables aux Copperheads, ces démocrates nordistes qui étaient opposés à la politique et à l'héritage du républicain Abraham Lincoln et des membres de son administration. Parmi ces derniers, Edwin M. Stanton, mort l'année précédente, est figuré sous les traits du lion mort subissant de lâches outrages.
L'âne, depuis lors largement utilisé pour représenter le parti, était donc un symbole plutôt négatif, mis en place par les adversaires des démocrates, avant une édulcoration progressive. C'est ce qui explique que, contrairement à l’éléphant républicain, l’âne n’a jamais été officiellement adopté comme logo du parti.
Au début du XXe siècle, les États du Midwest, comme l'Ohio et l'Indiana, adoptent le coq, face à l'aigle des républicains. Au Missouri, les démocrates se présentèrent un temps sous l'emblème de la statue de la Liberté, abandonné par la suite pour éviter les confusions avec le symbole du Parti libertarien. Le coq et la statue de la Liberté étaient deux symboles significatifs de la sympathie que portent les démocrates américains à la France, notamment à travers le personnage de La Fayette.

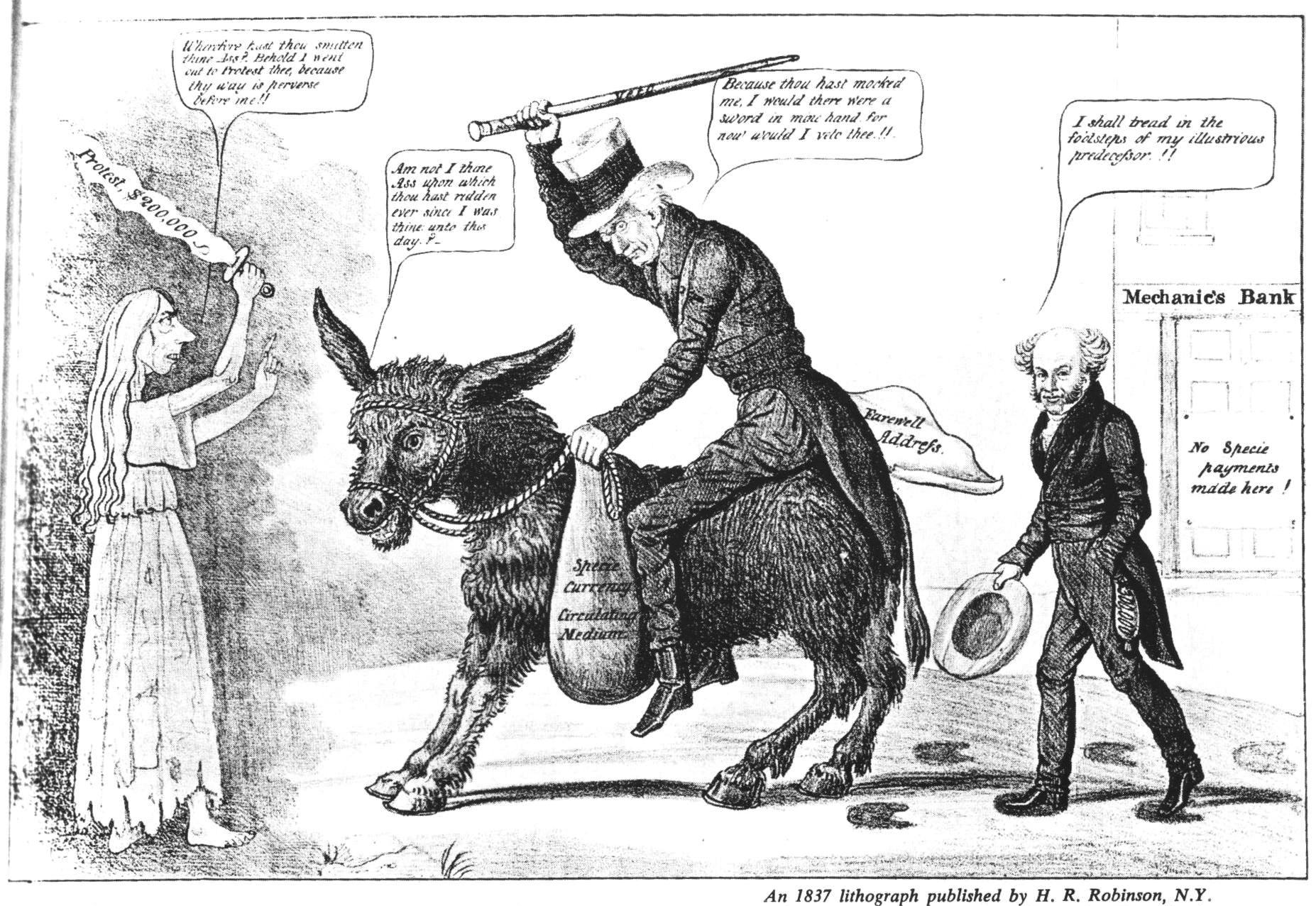
1837 : première apparition de l'âne démocrate.
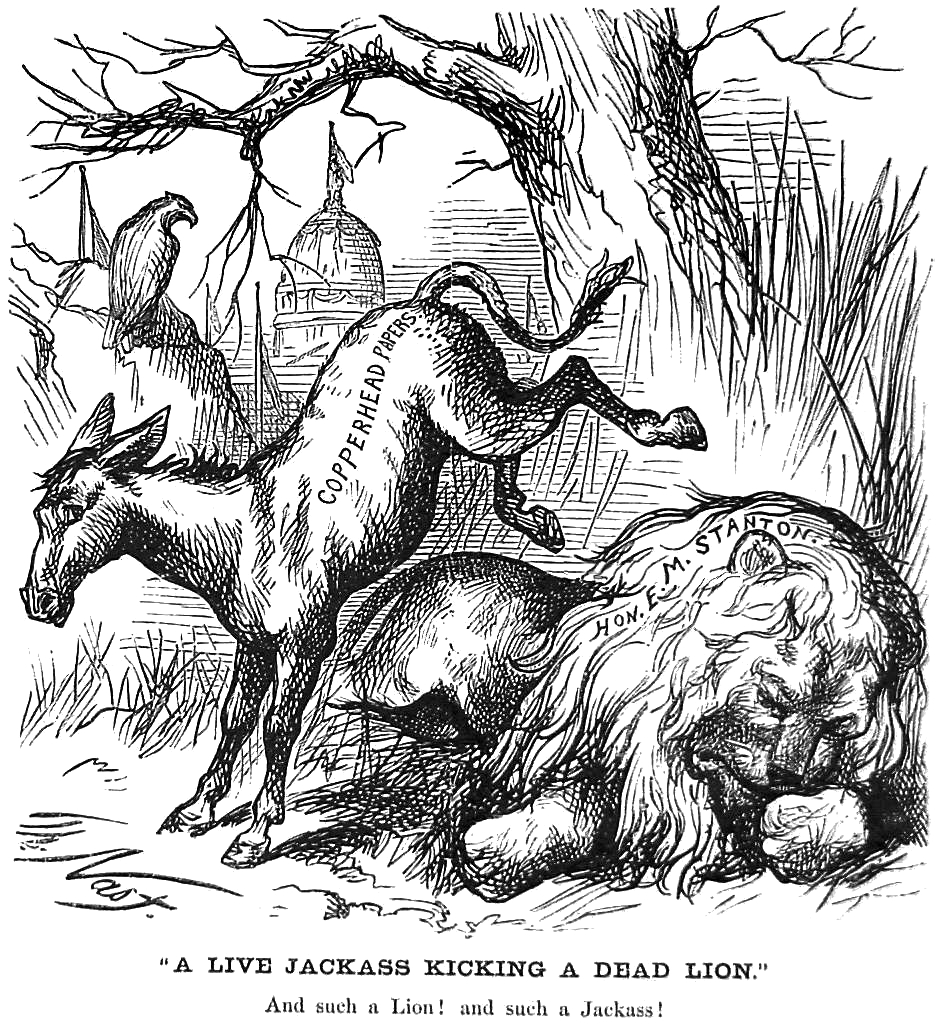
Caricature « A live Jackass Kicking a Dead Lion ».
Logo officieux du Parti démocrate.
Autre logo officieux avec l'âne.
Logo avec un « D » encerclé.
Logo à partir de 2025.